# Jeremy Tyler
Jeremy Miles Tyler (San Diego, 21 giugno 1991) è un cestista statunitense.

## Carriera
È stato selezionato dagli Charlotte Bobcats al secondo giro del Draft NBA 2011 (39ª scelta assoluta).